# 안젤라 고덜즈

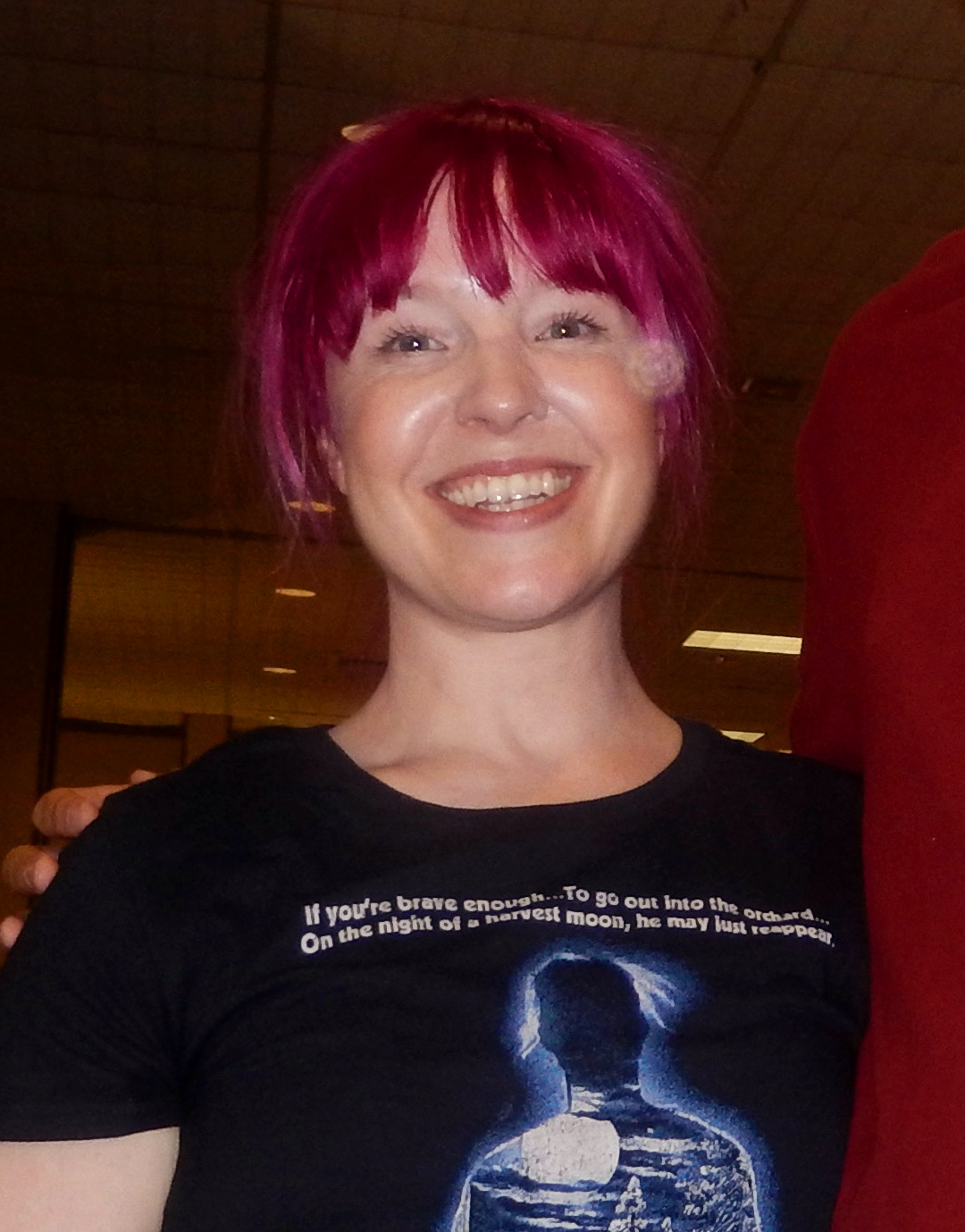

안젤라 고덜즈(Angela Goethals, 1977년 5월 20일 ~ )는 미국의 텔레비전 배우, 영화배우, 연극 배우이다.
뉴욕에서 태어났다.

## 영화
- 레슬리 버논의 살인 일기 (2006년)
- 그레이 아나토미 시즌2 (2005년) - 켈리 로에스치 역
- 스팽글리쉬 (2004년)
- 체인징 레인스 (2002년)
- 스토리텔링 (2001년)
- 트리플 보기 온 파 파이브 홀 (1991년)
- 워쇼스키 (1991년)
- 나 홀로 집에 (1990년) - 린니 맥콜리스터 역
- 사랑의 로큰롤 (1988년)